# Costo estándar
Dentro de la Contabilidad existe la llamada Contabilidad de Costos.
La Contabilidad de Costos es interna y se utiliza para medir los costos de producción de algún producto o servicio,  y en consecuencia medir eficiencias y tomar decisiones en cuanto a la producción, organización de la empresa, proveedores de materias primas o servicios para la empresa, personal, etc. 
La Contabilidad de Costos también se usa para generar y establecer el Costo Estándar o Estándar de Producción para las empresas. A continuación se describe lo que es un Costo Estándar. 
El "Costo Estándar" es un costo presupuestado que se basa en niveles de eficiencia normal. 
El Costo Estándar se desarrolla con base en los costos directos e indirectos presupuestados. 
El Costo Estándar es una medida de qué tanto debe costar producir una unidad de producto o servicio siempre bajo condiciones de eficiencia, es decir sin desperdicios, tiempo ocioso, etc.
El Costo Estándar de un producto está compuesto por los costos de los componentes requeridos para elaborar dicho producto. 
Por ejemplo, el costo estándar de una chaqueta de piel incluye:
- Costo de Materiales Directos (piel, zíper, botones, etc).
- Costo de Mano de Obra Directa (el tiempo requerido para cortar el diseño, coserlo, etc. multiplicado por la tarifa de producción de los empleados que influyen en el proceso)
- Costos Indirectos o de Fabricación relacionados al producto (depreciación de la máquina cortadora de piel, electricidad, renta de la fábrica, etc.)

Una vez que el costo es establecido, este provee las bases para la toma de decisiones, para analizar y controlar los costos, y para medir el inventario y el costo de los bienes vendidos. Los costos estándar sirven como punto de referencia contra el cual los costos actuales son comparados. A las diferencias entre los costos actuales y los costos estándar se les llama varianzas. Los costos actuales pueden diferir de los costos estándar debido a diferencias en el precio, diferencias en cantidad, errores, u otras condiciones poco ideales. Determinar las razones de las varianzas puede sugerir una acción correctiva o demostrar que los productos están costando actualmente más o menos que lo anticipado. 
Las variaciones para identificar y corregir las desviaciones son:
Variación en consumo - uso,
Variación en precio,
Variación en Manufactura,
Variación Mano Obra,
Variación Gastos de Fabricación,
Revisión y Actualización costo Estándar,
Variación en Inventarios, 
Variación en Traspasos.